# Лю Хайгуан
Лю Хайгуан (кит.: 柳海光, нар. 11 липня 1963, Шанхай) — китайський футболіст, що грав на позиції нападника за клуби «Шанхай» та «Партизан», а також національну збірну Китаю.

## Клубна кар'єра
У дорослому футболі дебютував 1982 року виступами за команду «Шанхай», в якій провів п'ять сезонів, після чого був запрошений до югославського «Партизана». Відіграв за белградську команду наступні два сезони своєї ігрової кар'єри, провівши за цей час лише шість ігор у першості СФРЮ.
Завершував ігрову кар'єру у рідному «Шанхаї», до якого повернувся 1989 року. Захищав його кольори до припинення виступів на професійному рівні у 1991.

## Виступи за збірні
1983 року залучався до складу молодіжної збірної Китаю.
Того ж 1983 року дебютував в офіційних матчах у складі національної збірної Китаю. У складі збірної був учасником кубка Азії з футболу 1984 року в Сингапурі, де разом з командою здобув «срібло».
Загалом протягом кар'єри у національній команді, яка тривала 8 років, провів у її формі 47 матчів, забивши 16 голів.

## Титули і досягнення
- Володар Кубка СФРЮ (1):

«Партизан»: 1988—1989
- Срібний призер Кубка Азії: 1984